# Guerau Galceran de Rocabertí
Guerau Galceran de Rocabertí (? - 1425) pertanyia al llinatge dels Rocabertí de Cabrenys. Fou l'hereu del matrimoni format per Guillem Galceran de Rocabertí, baró de Maçanet de Cabrenys, i Maria d'Arborea i germà de Guillem Hug de Rocabertí, que fou qui el succeí en la baronia de Cabrenys.
Una de les primeres dades que disposem de Guerau Galceran és que va participar en l'expedició a Sicília de 1392 al costat del rei Martí I l'Humà i el seu fill Martí el Jove. El 1410 juntament amb el seu germà Guillem Hug era un dels principals promotors i participava activament al Parlament de Peralada, una reunió dels nobles de l'Empordà per tal d'anar en una mateixa direcció en el conflicte successori que s'havia obert amb la mort de Martí l'Humà. Amb tot, l'operativitat d'aquest parlament fou molt baixa i no aconseguí resultats destacables. Malgrat que Guillem Galceran i el seu germà Guillem Hug eren uregellistes res va imperdir que acceptessin plenament el nou rei Trastàmara i es posessin al seu servei i a poc a poc van anar adquirint més responsabilitats, sobretot gràcies al fet que disposessin de vaixells.
En efecte, els germans Rocabertí tenien vaixells no només per comerciar, sinó també i més important per fer corseries. Els vaixells aquests van ser clau en la nova política mediterrània del Magnànim, i així trobem els dos Rocabertí en l'expedició a Sardenya i Còrsega que el 1420 el rei Alfons el Magnànim va dirigir i que va sortir dels Alfacs. Es documenta perfectament com ells dos fan diverses missions d'intendència i de guerra en aquest període. Aquests oficis van fer que el rei nomenés a Guillem Hug camarlenc i a Guerau majordom seus.
El 1425 moria Guerau Galceran de Rocabertí sense descendència i automàticament Guillem Hug es convertia en el nou baró de Cabrenys. Guerau Galceran s'havia casat amb Joana de Próixita, que havia estat donzella al servei de la reina Violant de Bar i era germana del famós poeta valencià Gilabert de Próixita.